# Philippe Sellier
Pour les articles homonymes, voir Sellier.
 (avril 2024).
Philippe Sellier, né le 8 novembre 1931 à Paris et mort le 3 avril 2024 dans la même ville, est un critique littéraire français.
Professeur émérite de lettres de l'université Paris-IV Sorbonne, il est spécialiste de grands écrivains du XVIIe siècle liés à Port-Royal.

## Éléments biographiques
Agrégé de Lettres classiques en 1962, docteur en Sciences religieuses en 1965, ainsi que docteur d’État ès Lettres en 1970, Philippe Sellier est un spécialiste de grands écrivains du XVIIe siècle liés à Port-Royal des Champs comme  Pascal, Racine, Antoine Arnauld , Louis-Isaac Le Maistre de Sacy, La Rochefoucauld, Madame de Sévigné et Madame de La Fayette.
Président d'honneur de la Société des Amis de Port-Royal, il appartient au conseil de surveillance de la Société des amis de Blaise Pascal, dont il est le doyen.
Philippe Sellier décède à l’âge de 92 ans le 3 avril 2024 dans le 13e arrondissement de Paris.

## Responsabilités scientifiques
- Fondateur de l’équipe « Port-Royal et la vie littéraire » en 1991 à la Sorbonne.
- Membre de la Commission « Littérature » au Centre National du Livre (2000-2003).
- Membre du Centre d'étude de la langue et des littératures françaises (équipe de recherche Cellf 16-18)[5]
- Directeur de deux collections sur la littérature classique avec Dominique Descotes aux éditions Honoré Champion : « Sources classiques » et « Lumière Classique »[6].

## Ouvrages principaux
- Port-Royal et la littérature, Paris, Champion, 3 vol. (1999 et 2000, rééd. en 2004, et 2019).
- Essais sur l’imaginaire classique, Paris, Champion, 2003 (passage en semi-Poche en 2005).
- Pascal : colorations oratoriennes, dans Pascal auteur spirituel, Paris, Champion, 2006.
- Coresponsabilité du volume Dissidents, excentriques et marginaux de l’âge classique. Autour de Cyrano de Bergerac, Mélanges M. Alcover, Paris, Champion, 2006.
- La Bible expliquée à ceux qui ne l'ont pas encore lue, Paris, Éd. du Seuil, 2007, 356 p.
- Pascal et la liturgie, Paris, PUF, 1966 ; Champion, 2000.
- Pascal et saint Augustin, Paris, Albin Michel, 1995.
- L'Évasion, Paris, Bordas, 1971.
- Le Mythe du héros ou le désir d'être Dieu, Paris, Bordas, 1970.
- Édition du Port-Royal de Sainte-Beuve, Paris, Laffont, “Bouquins”, 2 vol., 2004.
- Édition de Pascal, Paris, Mercure de France, 1976, reprise et complétées en 1991, dans l’édition des Classiques Garnier, mise à jour en 1999 et rééditée en 2016.
- Édition de Pascal, Provinciales, Pensées et opuscules divers, en collaboration avec Gérard Ferreyrolles, Paris, La Pochothèque, 2004.
- Coresponsabilité du volume Poétique de la pensée. Mélanges J. Dagen, Paris, Champion, 2007.
- Pascal, textes choisis, Paris, Seuil, 2009, Collection "Bibliothèque".
- La Bible. Aux sources de la culture occidentale, Paris, Seuil, Point/Sagesse, 2013.

## Prix
- Prix Victor-Delbos de l'Académie des sciences morales et politiques en 1966 pour Pascal et la liturgie
- Prix Bordin de l’Académie française en 1971 pour Pascal et saint Augustin
- Prix Pierre-Georges-Castex de littérature française 2007 de l'Académie des sciences morales et politiques pour l’ensemble de son œuvre[7].